# Drosophila furcatarsus
Drosophila furcatarsus este o specie de muște din genul Drosophila, familia Drosophilidae, descrisă de Hardy și Kaneshiro în anul 1979. Conform Catalogue of Life specia Drosophila furcatarsus nu are subspecii cunoscute.